# Il figlio di Caroline chérie
Il figlio di Caroline chérie (Le Fils de Caroline chérie) è un  film del 1955 diretto da Jean Devaivre.

## Trama
Durante l'occupazione spagnola da parte della truppe di Napoleone, il bel Juan d'Aranda si distingue per il suo coraggio ed anche per i suoi successi con le donne. Non conoscendo le sue origini francesi, combatte subito con i guerriglieri e poi agli ordini del generale Gaston de Sallanches, che si rivelerà essere suo padre. Molte donne lo salvano da situazioni critiche: Teresa, una giovane contadina, la duchessa d'Albuquerque, sono sedotte dalla sua prestanza ma il suo cuore apparterrà alla sua preferita, Pilar.

## Distribuzione
Il film è uscito nelle sale nel 1955.